# 작별 (1998년 영화)
《작별》(El Faro, The Lighthouse, El faro del Sur)은 아르헨티나에서 제작된 에두아르도 미도냐 감독의 1998년 드라마 영화이다. 잉그리드 루비오 등이 주연으로 출연하였고 호르헤 로카 등이 제작에 참여하였다.

## 출연

### 주연
- 잉그리드 루비오
- 리카도 다린

### 조연
- 호르헤 마라레
- 노마 알렌드로

## 기타
- 의상: 비트리즈 드 베네데토